# Los Talas (Catamarca)
Los Talas (también llamada Las Talas) es una localidad argentina de la provincia de Catamarca, dentro del Departamento Ambato.
Se ubica 65 km al norte de la capital catamarqueña por la Ruta Provincial n°1, 10 km al norte del cruce del río Los Puestos y 3 km al sur de Los Varela. Administrativamente pertenece a la municipalidad de Los Varela.
En la zona se cultivan distintos árboles frutales como ser el Nogal, el Membrillo, la Higuera, el Durazno, la Pera, la Manzana, y la Ciruela, entre otros, lo que da lugar a a la venta de dulces y jaleas por parte de los residentes. 
Es destacable la presencia de un surtidor compacto de combustible YPF que garantiza el suministro de diésel y gasolina tanto a los residentes como a los muchos turistas que frecuentan el corredor turístico de Los Varela.

## Geografía
Está situado entre las sierras de Ambato al oeste y las sierras de Balcozna al este. Su altura media es de 1169 m s. n. m.

## Comercio
En la localidad residen productores de alimentos regionales como los dulces, jaleas, quesos, quesillos, biscochos, rosquetes y pan casero que son distribuidos a otras localidades como El Rodeo y Los Varela. 
A enero del 2023 podemos encontrar una despensa en el extremo sur de la localidad donde podemos encontrar productos de elaboración propia (Rosquetes, Maizenitas y bizcochuelos), como así también la Despensa Comedor donde además se venden empanadas ubicada antes de la escuela.

## Deporte
La cancha de futbol de Los Talas es una de las sedes donde se realizan los encuentros de la liga ambatense de futbol.

## Salud
En esta localidad se encuentra una posta sanitaria fundada por Hugo Rolando Vázquez durante el gobierno de Aníbal Castillo, recientemente modernizada durante la intendencia de Marcelo Saavedra.

## Población
Cuenta con 110 habitantes (Indec, 2001), lo que representa un descenso del 14% frente a los 128 habitantes (Indec, 1991) del censo anterior.

## Turismo
Los Talas cuenta con un gran atractivo natural que puede ser observado en toda su magnitud desde la cuesta donde se emplaza la  capilla local.

### La gruta escondida
Es una gruta que se encuentra en la roca en la vera del río y está consagrada a la imagen de la virgen. Según la leyenda esta imagen desapareció durante una crecida del río y apareció nuevamente en la gruta de manera inexplicable.

### El chorro
Otro atractivo natural en épocas estivales es "El Chorro" una pequeña cascada ubicada a 2 km al oeste de la ruta. Para acceder a ella se debe transitar por la orilla del río. Su salto de unos 7 metros y su gran pared de roca la vuelven el lugar predilecto de los turistas que desean sacarse fotos o buscan conectar con la naturaleza. 

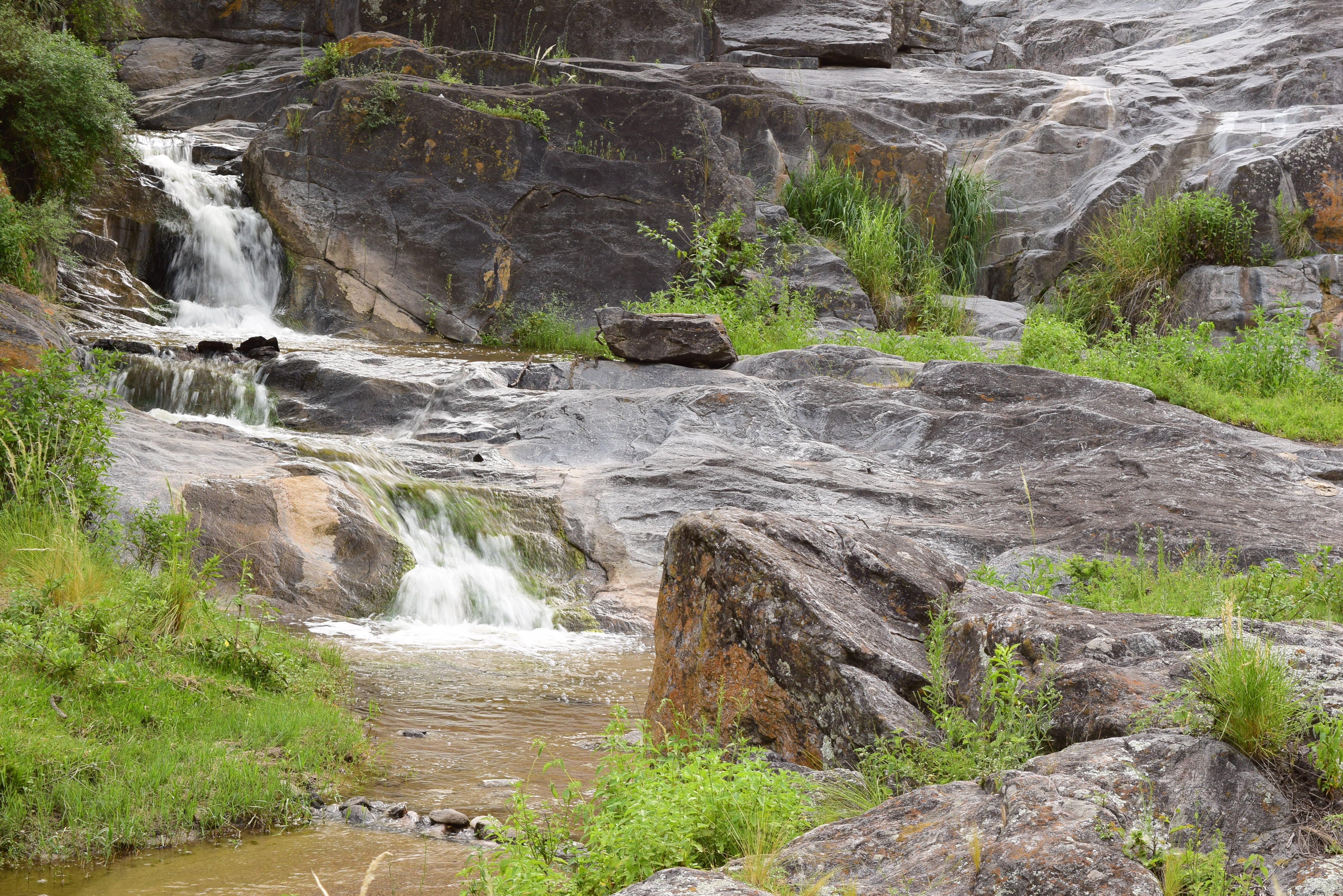
Cascada natural "El chorro"

## Galería

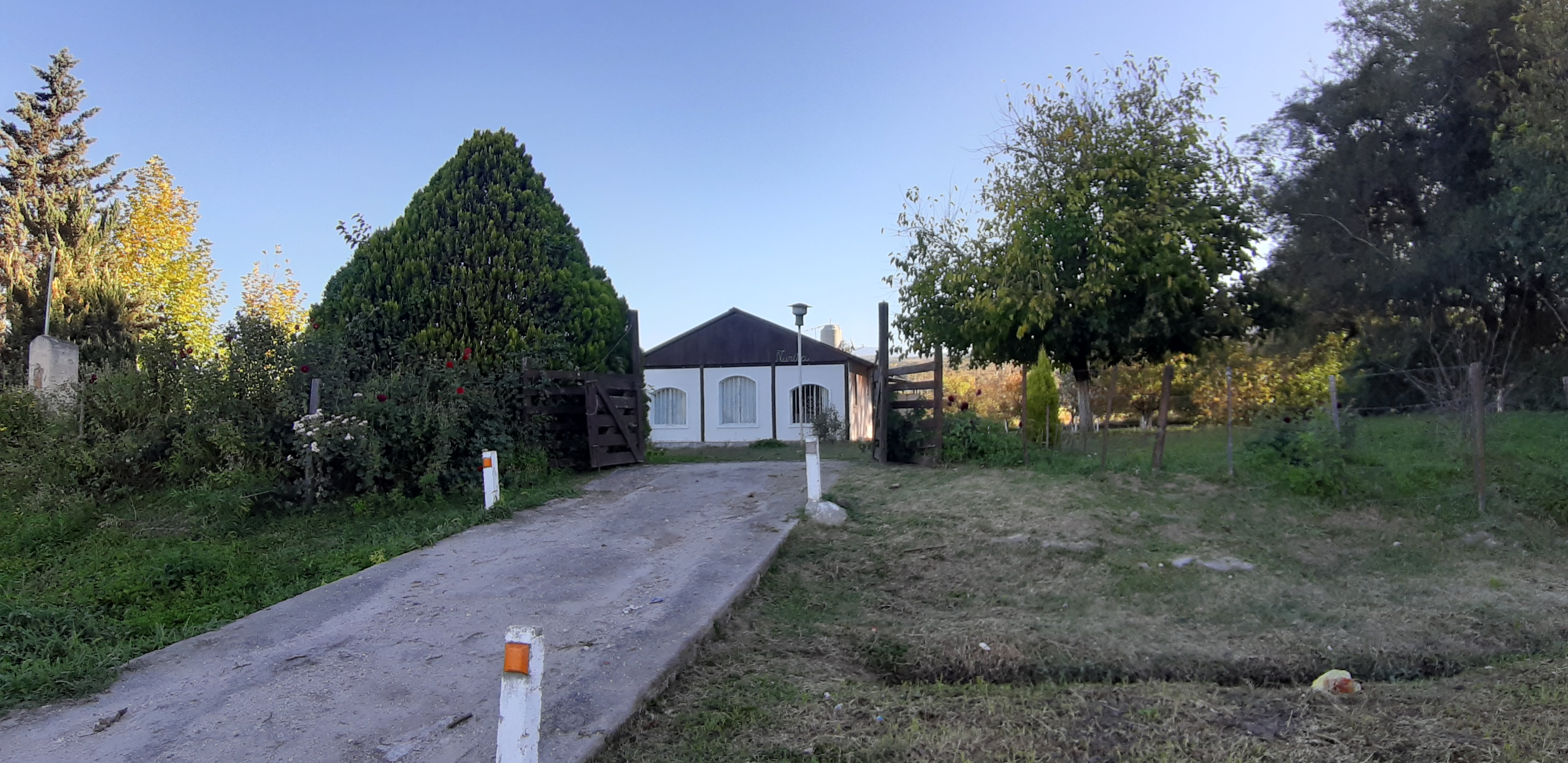
Una casa en Los Talas

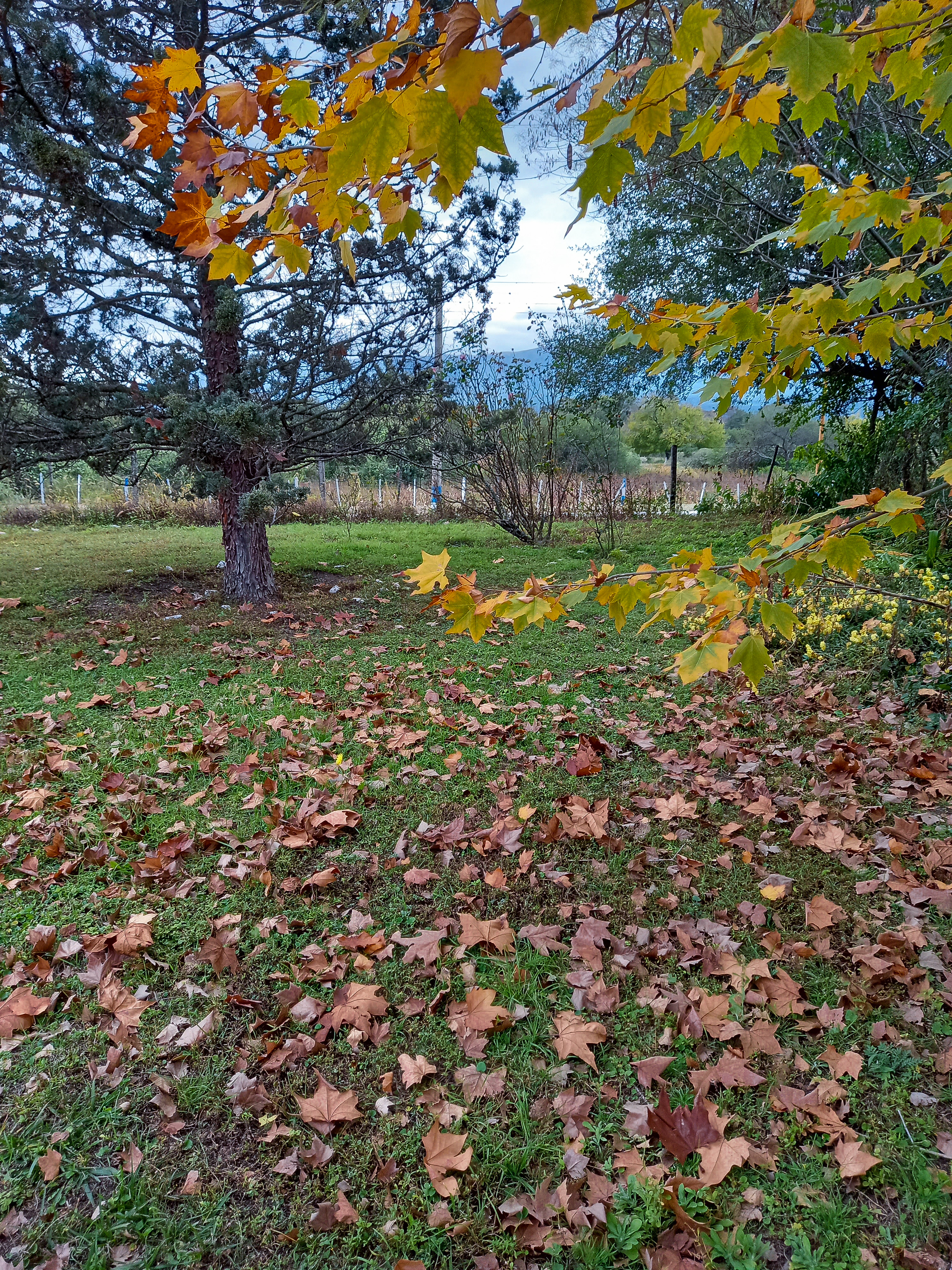
Postal otoñal en Los Talas

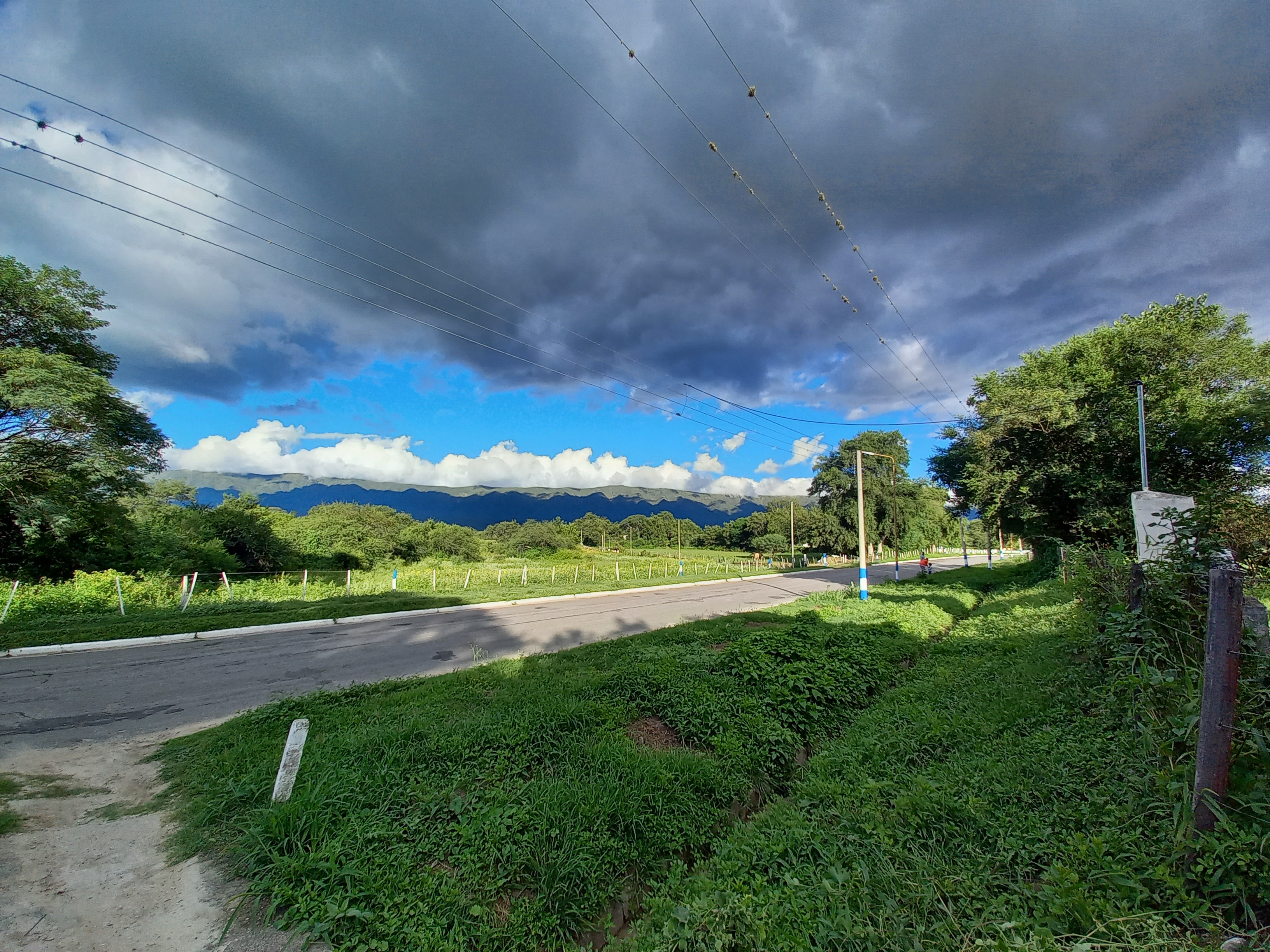
Vista de un campo en Los Talas con sierras de Balcozna al fondo.